# أندريه وارنر
أندريه وارنر (بالإنجليزية: André Warner)‏ هو لاعب اتحاد الرغبي جنوب أفريقي، ولد في 2 سبتمبر 1993 في كيب تاون في جنوب أفريقيا.